# بناناراما
بناناراما (به انگلیسی: bananarama) یگ گروه موسیقی پاپ سه نفرهٔ زنانه انگلیسی است که از سال ۱۹۸۲ در جداول پاپ و دنس موفق بوده‌اند. در سال ۱۹۸۸ نام بناناراما در رکوردهای جهانی گینس به‌عنوان گروه زنانه‌ای که ترانه‌های‌شان بیشترین تعداد دفعات ورود به جدول‌های فروش موسیقی را داشته ثبت شد. آن‌ها هنوز این رکورد را دراختیار دارند. این گروه تاکنون ۱۰ آلبوم منتشر کرده‌است.